# Scaphochlamys endauensis
Scaphochlamys endauensis là một loài thực vật có hoa trong họ Gừng. Loài này được Yen Yen Sam và Halijah Ibrahim miêu tả khoa học đầu tiên năm 2015.

## Mẫu định danh
Mẫu định danh: Y.Y.Sam, K. Apok & H.L. Kueh FRI 50204; thu thập ngày 9 tháng 8 năm 2006 ở cao độ 30–60 m, đường tới Gunung Janing Barat, Kuala Jasin, Vườn bang Endau-Rompin (nay là Vườn quốc gia Endau-Rompin), bang Johor, Malaysia. Holotype lưu giữ tại Viện Nghiên cứu Rừng Malaysia ở Kepong, Selangor, Malaysia (KEP). Các isotype lưu giữ tại Đại học Malaya ở Kuala Lumpur (KLU), Trung tâm Nghiên cứu Rừng ở Sandakan, Sabah (SAN) và Vườn Thực vật Singapore (SING).

## Từ nguyên
Tính từ định danh endauensis lấy theo tên sông Endau và các chi lưu của nó chảy qua Vườn bang Endau-Rompin, nơi loài này là phổ biến.

## Phân bố
Loài này có ở miền nam Malaysia bán đảo. Hiện tại nó được tìm thấy phổ biến trong Vườn quốc gia Endau-Rompin, bang Johor. Môi trường sống là các rừng khộp (Dipterocarpaceae) vùng đất thấp, ở cao độ 25–370 m, trên nền rừng nhiều bóng râm ở các địa hình bằng phẳng, nhấp nhô hoặc sườn dốc.

## Mô tả
Cây thảo thân rễ, cao (20–)30–50(–70) cm. Thân rễ đường kính 3–5 mm khi khô, bò lan ngang trên hay dưới mặt đất. Các chồi nối tiếp nhau mọc thành cụm, các cụm lỏng lẻo gồm 1-3 chồi lá. Bẹ không phiến lá 2-3, lớn nhất dài 6,5–10,5 cm, có lông, màu tía đỏ sẫm hay xanh lục, không bền. Lá 1 mỗi chồi, đáy hơi phồng; bẹ dài 1,5–1,8 cm, rìa mỏng, có lông hoặc nhẵn nhụi, không bền; lưỡi bẹ nhỏ, rậm lông; cuống lá cộng bẹ lá dài 10–36 cm, có rãnh, có lông hoặc nhẵn nhụi, màu tía đỏ sẫm hay xanh lục; phiến lá 15–26,5(–33) × 7,3–12 cm, hình elip hẹp đến hình mác ngược, như da, mọc gần thẳng đứng, đáy hình nêm đến thon nhỏ, đỉnh nhọn rộng tới tù, mặt gần trục nhẵn nhụi, mặt xa trục nhẵn nhụi hoặc thưa lông, lông rậm dọc theo gân giữa, lông mịn dài và áp ép, màu xanh lục nhạt với ánh tía ở đỉnh. Cụm hoa dài 4,5–16,5(–19) cm, màu xanh lục hoặc đỏ; cuống cụm dài 1–10(–12,5) cm, có lông; cán hoa dài 2–7,5 cm, kết đặc, không thấy trục, gồm (4)6–13 lá bắc hoa, xếp chồng và áp ép gần với trục. Lá bắc hoa lớn nhất (23–26)30–35 × 11–13 mm, hình thuyền, màu tía đỏ sẫm hoặc xanh lục, thưa lông, rậm hơn dọc theo rìa và đỉnh, mập, mọng, mép cuốn trong nhưng không xếp chồng, đỉnh nhọn, phần nhọn thẳng đứng. Xim hoa bọ cạp xoắn ốc với (3)4–7 hoa mỗi lá bắc. Lá bắc con thứ nhất dài 12–21 mm, hẹp, rộng 8–10 mm khi dẹt, 2 gờ sống lưng, có lông hoặc thưa lông ở nửa trên, đỉnh nhọn hoặc tù; các lá bắc con tiếp theo giảm về kích thước. Hoa dài ~(40)46–55 mm, màu trắng trừ cánh môi. Đài hoa dài 8–12 mm, rộng ~2 mm, hình ống, chẻ một bên 3–5 mm tính từ đỉnh, đỉnh cắt cụt hoặc nhọn, có lông. Ống tràng hoa dài 28–32 mm; thùy tràng lưng dài 11–15 mm, gần hình tam giác, rìa cụp trong, đỉnh có nắp, chóp nhọn; các thùy tràng bên dài 10–14 mm, rìa cụp trong, đỉnh nhọn. Nhị lép 8–12 × 3–5 mm, hình mác ngược, đỉnh nhọn rộng hoặc gần thuôn tròn, được các lông tuyến che phủ trên mặt xa trục. Cánh môi 13–20 × 10–17 mm, hình trứng ngược, đỉnh 2 thùy, khe hở 3–5 mm từ đỉnh, được các lông tuyến che phủ trên mặt xa trục, màu trắng với dải giữa màu vàng có hoặc không có các sọc màu tía ở cả hai mặt. Nhị dài 6–9 mm; được các lông tuyến che phủ trên mặt xa trục; chỉ nhị dài 2–4 mm; bao phấn dài 3–3,5 mm, đáy có cựa, nứt dọc; mào bao phấn 1–3 × 2,5–4 mm, đỉnh 3 thùy hoặc nguyên, mở rộng và uốn ngược. Đầu nhụy ~1 × 1 mm, hình phễu, có lông. Bầu nhụy 1–2 × ~1 mm, có lông, 1 ngăn với ~2 noãn. Tuyến trên bầu 2, hình chỉ, dài ~5 mm. Quả hình elipxoit, ~11 × 7 mm, vách mỏng, mọng, gần trong suốt, bao bọc 2–3 hạt. Hạt hình thận, ~7 × 3 mm, được áo hạt che phủ.
S. endauensis thường gặp ở nền rừng trong Vườn quốc gia Endau-Rompin. Trước đây, loài này được xác định nhầm thành S. oculata. Tuy nhiên, hai loài này là rất khác nhau khi kiểm tra kỹ, chúng khác nhau về số lượng hoa ở mỗi xim hoa bọ cạp xoắn ốc (S. oculata có 1-3 hoa trong mỗi xim hoa bọ cạp so với 4–7 hoa ở S. endauensis) và các sọc màu ở hai bên dải giữa màu vàng trên cánh môi (S. oculata có các sọc màu đỏ tươi nhưng chúng có màu tía ở S. endauensis).
S. endauensis thực sự giống với S. breviscapa hơn. Tuy nhiên, hai loài này khác nhau cơ bản về tiết diện cuống lá (có rãnh ở S. endauensis so với thon búp măng ở S. breviscapa) và kích thước của bẹ không phiến lá (dài 6,5–10,5 cm ở S. endauensis so với dài 11,5–18 cm ở S. breviscapa). Ngoài ra, bẹ lá của S. endauensis (1,5–1,8 cm) luôn dài hơn của S. breviscapa (0,7–1 cm). Các phiến lá của nó từ hình elip đến hình mác ngược với đỉnh từ nhọn rộng đến tù và đáy từ hình nêm đến thon nhỏ trong khi S. breviscapa có phiến lá từ hình elip đến hình mác rộng với đỉnh nhọn và đáy từ thuôn tròn đến hình nêm. Hơn nữa, S. endauensis có các lá bắc hoa lớn hơn (30–35 × 11–13 mm) so với S. breviscapa (20–30 × 7–17 mm). Các nhị lép của S. endauensis hình mác ngược với đỉnh từ nhọn rộng đến gần thuôn tròn, khác với các nhị lép thẳng với đỉnh cắt cụt ở S. breviscapa.
Cả S. endauensis và S. breviscapa đều được tìm thấy trên Dãy núi Duyên hải phía Đông của bán đảo Malaysia. Dãy núi này kéo dài từ đông bắc đến phía nam bán đảo Malaysia và ở phần trung tâm nó bị chặn lại bởi các đầm lầy lớn. S. breviscapa phân bố ở cao nguyên Terengganu tại các bang Terengganu và Pahang trong khi S. endauensis được tìm thấy ở bang Johor, miền nam bán đảo Malaysia.